# Robert J. Hodrick
Robert James Hodrick (nació el 12 de septiembre de 1950) economista estadounidense. Obtuvo la liceciatura en Relaciones Internacionales en la Universidad de Princeton en 1972 y el doctorado en Economía en la Universidad de Chicago en 1976. 
Se desempeñó hasta 1983 como profesor en la Universidad Carnegie-Mellon, donde realizó conjuntamente con Edward C. Prescott la investigación sobre los ciclos económicos de la posguerra, que culminó con la elaboración del Filtro de Hodrick-Prescott para distinguir las tendencias de las fluctuaciones cíclicas.
Fue profesor en la Universidad de Northwestern entre1983 y 1996 y desde ese año en la Universidad de Chicago. Es socio de la American Economic Association, la Econometic Society, el National Bureau of Economic Research y otras organizaciones profesionales y científicas. Es consultor del Deutsche Bank. Se ha especializado en el estudio de la dinámica del comercio y las finanzas internacionales y la gerencia de riesgos.
Notas
1. ↑  "Hodick R.J. and E.C. Prescott (1980) Post-War U.S. Business Cycles: An Empirical Investigation"; mss. Pittsburgh: Carnegie-Mellon University; Discussion Papers 451, Northwestern University.
2. ↑  Ha escrito sobre estos temas, conjuntamente con Geert Bekaert, el texto International Financial Management; Englewood Cliffs, NJ: Prentice-Hall Inc.

- Datos: Q1247027